# Козјак (Прилеп)
Козјак је планина у Северној Македонији. Налази се североисточно од града Прилепа, у продужетку планине Бабуна. Највиши врх планине износи 1.748 метара.